# 巴勒莫 (布宜诺斯艾利斯)
巴勒莫（Palermo）是阿根廷首都布宜诺斯艾利斯的一个区，位于该市的东北部，北部毗邻贝尔格拉诺，南部毗邻阿尔马格罗和雷科莱塔，西部毗邻克雷斯波别墅与Colegiales，东临拉普拉塔河。巴勒莫是布宜诺斯艾利斯最大的一个区，面积17.4km2。1991年人口256,927人。
该区的名字来源于仍然存在的方济各会巴勒莫的圣本笃修道院。

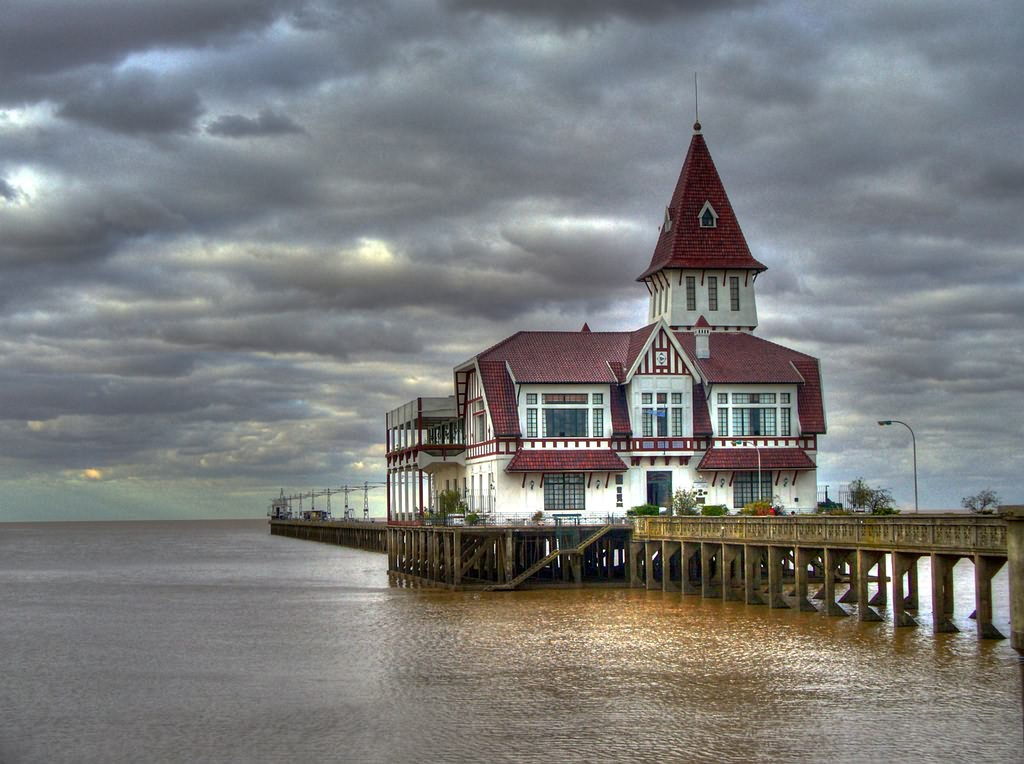
钓鱼俱乐部

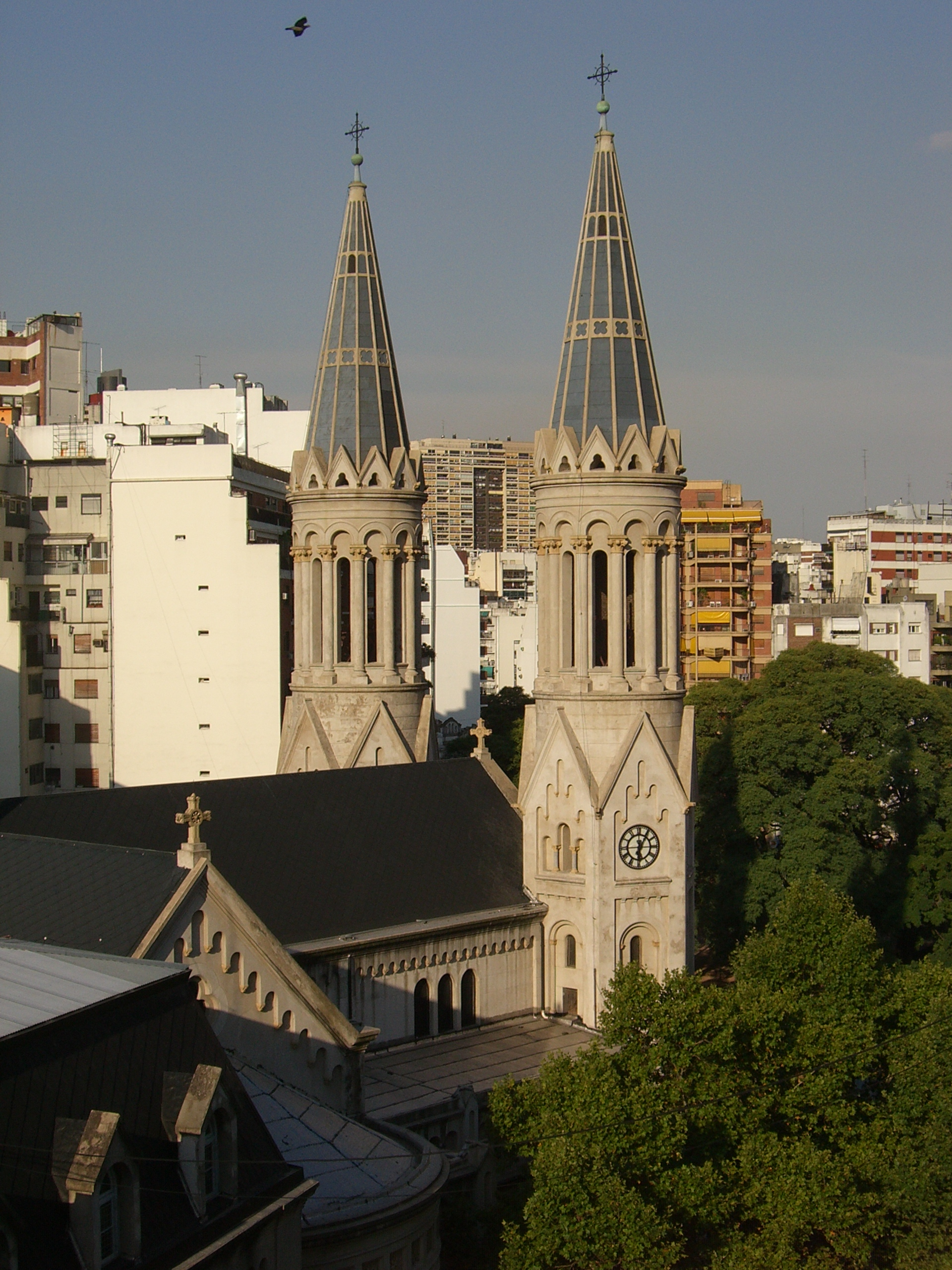
瓜达卢佩圣母堂

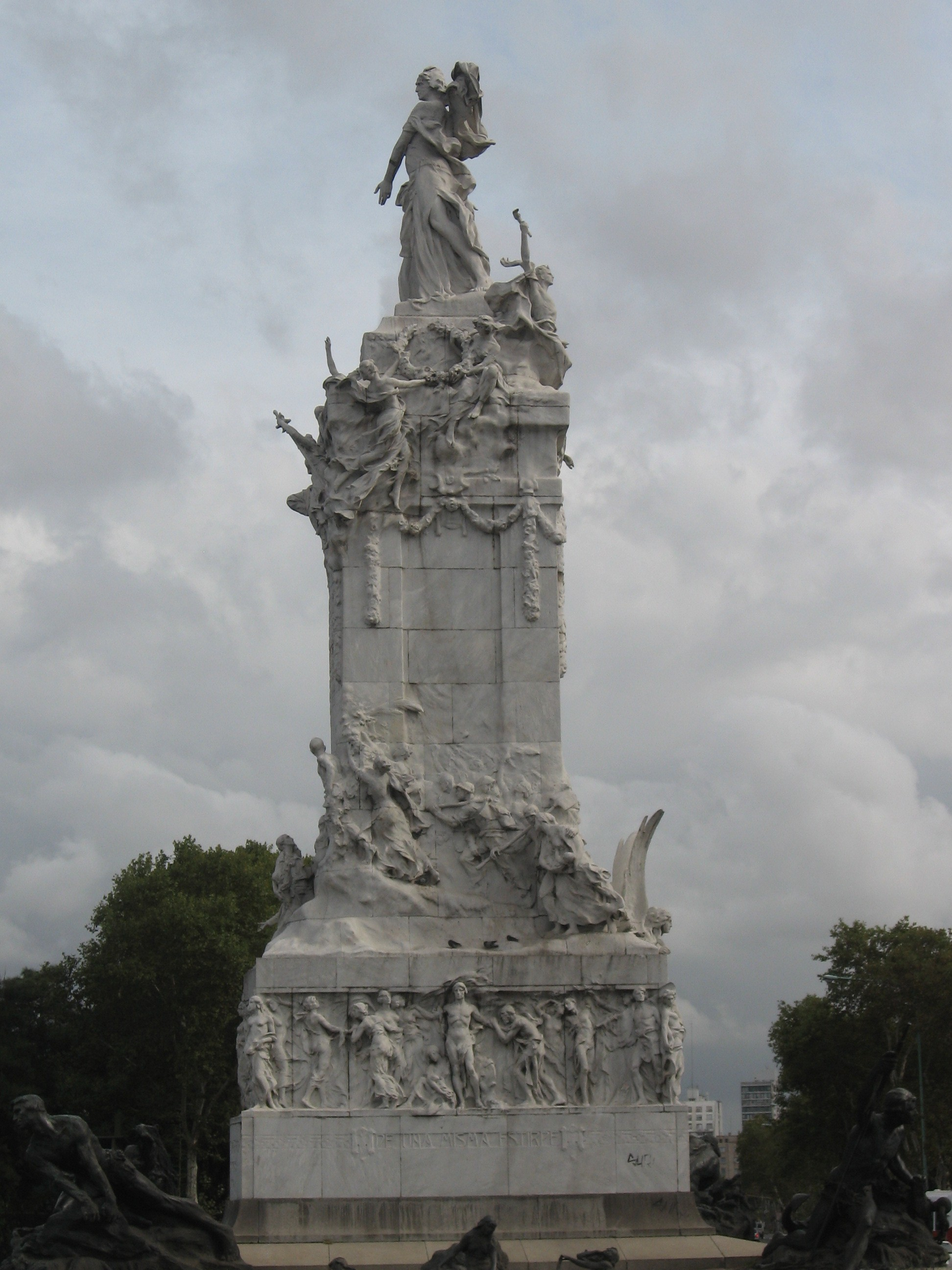
西班牙纪念碑

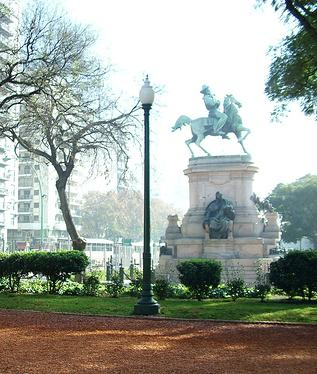
意大利广场的加里波第纪念碑